# Iokasté
Iokasté nebo též Epikasté (řecky Iοκαστη, latinsky Iocaste) je v řecké mytologii manželkou
thébského krále Láia, matkou a manželkou Oidipovou.
Když se král Láios dozvěděl, že podle věštby jednou zahyne rukou svého potomka, rozhodl se, že zůstane bezdětný. Tento osud si připravil sám, když v touze po následníkovi unesl mladého Chrýsippa, syna krále Pelopa. Chrýsippos však zemřel a Pelops Láia proklel do dalšího pokolení: předpověděl mu, že ho zabije jeho vlastní syn.
Královna Iokasté však toužila po dítěti a tak po nějaké době skutečně (z vůle bohů nebo vlastní intrikou) porodila syna. Dlouho se však z něho neradovala. Její manžel nechal nemluvně odnést do lesa a tam pohodit, když ho předtím ještě zmrzačil a svázal mu nohy. Králův otrok však chlapce nezahubil, ale dovedl ho k pastýři a ten dítě předal na korinthském hradě králi Polybovi a jeho ženě Meropé. Ti ho opatrovali a vychovali, jako by byl jejich synem. Dostal jméno Oidipús.
Když chlapec dospěl, z náznaků se dozvěděl, že Polybos a Meropé nejsou jeho vlastní rodiče. Došel do věštírny v Delfách, kde se sice nedozvěděl nic o své minulosti, ale věštba pravila, že jednou zabije svého otce a ožení se s vlastní matkou. Oidipús se tedy nevrátil do Korinthu, aby neublížil těm, kteří ho vychovali, a vydal se do Théb.
Osud se začal naplňovat: ještě před branami města se pohádal se starým mužem, a ten ho udeřil. Oidipús ránu vrátil, a byla smrtelná. Nenapadlo ho ani ve snu, že se právě setkal poprvé a naposledy se svým otcem. Když pak vyhledal bájnou Sfingu, bez problémů uhádl její hádanku a zlomil tak její moc nad Thébami, lidé ho přijali s nadšením. Zvolili ho králem a oženili s Iokasté. Ti dva spolu prožili šťastná léta a zplodili čtyři děti: Antigonu, Isménu a syny Polyneika a Eteokla.
Pak ale přišel na Théby mor, neúroda a hlad. Věštba radila jediné: najít vraha krále Láia a vyhnat ho z města. Oidipús s tím souhlasil. Věštec Teiresiás však oznámil, že královým vrahem je sám Oidipús, který je ve skutečnosti jeho vlastním synem a navíc, že Iokasté je jeho vlastní matka.
Vše se potvrdilo. Zděšená Iokasté jata hrůzou si sama vzala život. Když ji Oidipús našel, oslepil se její jehlicí. Nenáviděn vlastními dětmi i lidem, opustil Oidipús Théby. Jediná Antigona ho do vyhnanství provázela. Útočiště našel u athénského krále Thésea, kde také zemřel. Před smrtí ale ještě stačil proklít své dva syny, kteří se v nenávisti postavili proti sobě.

## Odraz v umění
Osud nešťastné Iokasté ztvárnil ve svém dramatu Král Oidipús Sofoklés v letech 429 - 425 př. n. l.